# Ленінська сільська рада (Первомайський район)
Ле́нінська сільська рада (рос. Ленинский сельский совет) — сільське поселення у складі Первомайського району Оренбурзької області Росії.
Адміністративний центр — селище Ленінський.

## Населення
Населення — 1029 осіб (2019; 1323 в 2010, 1602 у 2002).

## Склад
До складу сільської ради входять:
| Населений пункт    | Населення, осіб (2002) | Населення, осіб (2010) |
| ------------------ | ---------------------- | ---------------------- |
| Зорі, селище       | 172                    | 117                    |
| Ленінський, селище | 848                    | 777                    |
| Ляшево, селище     | 172                    | 246                    |
| Ручйовка, селище   | 197                    | 120                    |
| Самаркін, селище   | 111                    | 60                     |
| Чапаєвка, селище   | 0                      | 3                      |